# Dear Prudence
«Dear Prudence» –en español: «Querida Prudence»– es una canción de The Beatles publicada en 1968 en el álbum The Beatles, escrita por John Lennon y acreditada a Lennon/McCartney.
En 1987, el manuscrito original de Lennon se subastó por $19,500.

## Origen
La canción está dirigida a Prudence Farrow, hermana de Mia Farrow, quien estaba presente en el curso de meditación de Maharishi Mahesh Yogi en India a principios de 1968 cuando los Beatles lo visitaron. Prudence, concentrada en la meditación, apenas salió de su habitación durante la visita de la banda. Lennon, preocupado por el estado anímico de ella, escribió la canción invitándola a "salir a jugar" ("come out to play"). Al contrario de lo que decidieron los Beatles (quienes se marcharon y dejaron el curso), Prudence, el cantante Mike Love de los Beach Boys y otros prefirieron quedarse y se convirtieron en profesores de meditación trascendental (o TM).

## Grabación
Al igual que en "Back in the U.S.S.R.", Paul McCartney toca la batería, ya que poco antes Ringo Starr abandonó el grupo durante dos semanas, ya que creía que su papel en la banda era muy pequeño comparado con los otros, y estaba cansado de esperar en las largas sesiones de grabación. Starr volvió tras las continuas peticiones de sus compañeros, y se encontró la batería decorada con flores rojas, blancas y azules, como regalo de bienvenida de George Harrison.
La canción está en la tonalidad de Re (o "Dropped D", DADGBE), una de las más comunes para el punteo con los dedos o "fingerpicking".
La canción fue grabada en los Estudios Trident, en Londres, los días, 28, 29 y 30 de agosto de 1968.

## Personal
Según Mark Lewisohn:
- John Lennon - voz, coros, guitarras rítmicas (Epiphone Casino).
- Paul McCartney - coros, batería (Ludwig Super Classic), pandereta, bajo (Rickenbacker 4001s), piano (Bechstein #44064 Grand), flugelhorn.
- George Harrison - coros, guitarras principales (Gibson SG Standard), palmas.
- Mal Evans - coros, palmas.
- Jackie Lomax - coros, palmas.